# Анта Торос
Анта Торос (на турски: Anta Toros) е турска актриса от арменски произход.

## Биография
Анта Торос е родена на 12 януари 1948 година в град Истанбул. През 1965 година като любител художник влиза в театъра. През 1971 година започва кариерата си в професионалното театрално изкуство.

## Кариера

### Театър
През 70-те години на XX век работи с някои от най-известните турски режисьори и театрални трупи. Нейните силни изпълнения в драматични и комедийни роли бързо я утвърждават като една от водещите актриси в турския театър. Анта Торос участва в множество класически и съвременни пиеси, като демонстрира своята гъвкавост и професионализъм.

### Кино
През 70-те и 80-те години на XX век Анта Торос започва да се занимава и с кино. Участва в редица филми, които ѝ носят признание от критиката и от публиката. Тя е известна със своите драматични роли, които често изискват дълбоко емоционално вглъбяване и сложни персонажи. Филмите, в които играе, често разглеждат важни социални и културни въпроси, което допълнително подчертава нейния принос към турското кино.

### Телевизия
През 90-те години на XX век и в началото на XXI век участва в няколко популярни турски телевизионни сериали, които я правят популярна. Нейната работа в телевизията включва както драматични, така и комедийни роли, които демонстрират нейния широк актьорски диапазон.

## Филмография
- Adını Feriha Koydum – 2011
- Çocuklar Duymasın – 2011
- Dönme Dolap – 2005
- Sen Ne Dilersen – 2005
- „До последен дъх“ Acı Hayat – 2005
- Serseri – 2003
- Estağfurullah Yokuşu – 2003
- Para=Dolar – 2002
- Aşk ve Gurur – 2002
- Yarım Elma – 2002
- Benim İçin Ağlama – 2001
- Yeni Hayat – 2001
- İstanbul'da Bir Malatyalı – 2000
- Ah Geceler – 2000
- Herşeye Karşıyız – 2000
- Ana Kuzusu – 2000
- Gittiğin O Gün – 2000
- Sır – 1999
- Köstebek – 1999
- Nilgün (2) – 1999
- Marziye – 1998
- Sır – 1997
- Sakin Kasabanın Kadını – 1997
- Yalan – 1997
- Kara Melek – 1996
- Kızımı Arıyorum – 1993
- Bayan Perşembe – 1993
- Zirvedekiler – 1993
- Mahallenin Muhtarları – 1992